# Komorów (gromada w powiecie buskim)
Komorów – dawna gromada, czyli najmniejsza jednostka podziału terytorialnego Polskiej Rzeczypospolitej Ludowej w latach 1954–1972.
Gromady, z gromadzkimi radami narodowymi (GRN) jako organami władzy najniższego stopnia na wsi, funkcjonowały od reformy reorganizującej administrację wiejską przeprowadzonej jesienią 1954 do momentu ich zniesienia z dniem 1 stycznia 1973, tym samym wypierając organizację gminną w latach 1954–1972.
Gromadę Komorów z siedzibą GRN w Komorowie utworzono – jako jedną z 8759 gromad na obszarze Polski – w powiecie buskim w woj. kieleckim, na mocy uchwały nr 13a/54 WRN w Kielcach z dnia 29 września 1954. W skład jednostki weszły obszary dotychczasowych gromad Komorów (bez części parcelacji Komorów o nazwie miejscowej "Grabowica") i Żabiec ze zniesionej gminy Pacanów w tymże powiecie. Dla gromady ustalono 11 członków gromadzkiej rady narodowej.
29 lutego 1956 do gromady Komorów przyłączono część przysiółka Grabowice powstałego na gruntach parcelacji Komorów z gromady Zborówek w tymże powiecie.
1 lipca 1957 do gromady Komorów przyłączono kolonię Warszawa z gromady Gace Słupieckie w tymże powiecie.
Gromadę zniesiono 1 stycznia 1959, a jej obszar włączono do gromad Pacanów (wieś Komorów i obszar rozparcelowanego folwarku Komorów) i Rataje Słupskie (wsie Żabiec i Kółko Żabieckie, kolonię Żabiec i obszar byłego folwarku Żabiec).